# 新座料金所
新座料金所（にいざりょうきんじょ）は、埼玉県新座市池田にある、関越自動車道の本線料金所。
一般レーンにおいては、下り線では通行券を受け取り、上り線では通行料金を精算する。
合併収受は行っていないため、上り線はこの先の大泉JCTから東京外環自動車道方面へ向かう場合もう一度料金所を通らなければならない。
近くにこの料金所の様子を撮影するためにNHKの情報カメラが設置されている。

## 道路
- E17 関越自動車道

## 歴史
- 1971年（昭和46年）12月20日 : 一般国道254号東京川越道路練馬IC - 川越ICの開通に伴い、供用開始。
- 1973年（昭和48年）4月1日 : 東京川越道路の関越自動車道への昇格編入に伴い、関越自動車道の料金所となる。

## 料金所施設
- ブース数：19

### 練馬・大泉・外環方面
- ブース数：11
  - ETC専用：5
  - ETC/一般：1
  - 一般：5

### 前橋・新潟・長野方面
- ブース数：8
  - ETC専用：4
  - ETC/一般：2
  - 一般：2

## スマートインターチェンジ設置構想
新座市では、都営地下鉄大江戸線の延伸構想で当料金所周辺への駅設置（仮称・新座中央駅）を想定すると共に、当料金所付近にスマートインターチェンジ（SIC）を設置し、もってパークアンドライドを推進する構想がある。
設置形態としては、下り線（長岡方面）入口及び上り線（練馬方面）出口のハーフインターチェンジが想定されている。
古くは、2005年12月の新座市議会にて、公明党議員が「新座料金所付近にSIC設置」を提案しており、日本共産党議員らからは約7億6800万円という費用、接続ルートとされた県道保谷志木線の渋滞、生活道路への影響などに鑑みて市長に問う。須田健治市長は「勉強会をつくってじっくり腰をすえて検討したい」と答弁していた。
その後、長らく検討段階のままであったが、2015年3月に新座市が策定した「地下鉄12号線の延伸実現に係る新駅周辺地区におけるまちづくり構想」にて前述した具体的な構想が示された。
2015年4月25日の第129回市長市政懇談会では「スマートインターチェンジの開設に向けて国土交通省、ネクスコ東日本と協議している。」との回答があった。
当構想では、県道36号保谷志木線現道との接続は十分な用地がないことや、交通容量の問題も存在し現実的でないことが問題点として挙げられている。そこで、都市計画道路保谷朝霞線（伏見通り延伸線）が4車線で整備される計画であることから、この道路の整備と合わせて出入口が整備される見込みである。

## 隣
E17 関越自動車道
(1)練馬IC - (2)大泉JCT/IC(ICは新潟方面入口のみ) - 新座TB - (3)所沢IC